# EKD EL.200
Die vier Lokomotiven der Baureihe EL.200 sind Elektrolokomotiven, die von 1935 bis 1936 hergestellt und von den privat betriebenen Elektryczne Koleje Dojazdowe (EKD) beschafft wurden.
Drei Lokomotiven wurden 1939 beim Ausbruch des Zweiten Weltkrieges zerstört. Die verbliebene Lokomotive EL.203 war bis 1944 in Warschau in Betrieb. Danach wurde sie nicht mehr eingesetzt.

## Geschichte
Um den Betrieb auf den Tunnelstrecken der privaten Elektryczne Koleje Dojazdowe durchführen zu können, wurden diese rund 100 km langen Strecken in den Jahren 1936 und 1937 mit 3 kV Gleichspannung elektrifiziert. Neben den sechs Elektrolokomotiven EKD EL.100 entstanden 1937 bei Cegielski in Posen diese vier Lokomotiven. Die elektrische Ausrüstung stammte von Metropolitan-Vickers. Sie wurde bei Lilpop, Rau i Loewenstein in Warschau eingebaut.
Die Lokomotiven waren etwa halb so stark wie die EKD EL.100. Ihre Aufgabe war die Beförderung von Personenzügen auf der Warschauer Tunnelstrecke. Eine Heizeinrichtung erhielt nur die zuletzt gebaute EL.204. Bei Einsätzen der anderen Lokomotiven mussten im Winter Heizwagen mitgeführt werden. Sie waren bis zum Ausbruch des Zweiten Weltkrieges im Depot Warschau eingesetzt. Beim Überfall auf Polen wurden die drei Lokomotiven EL.201, EL.202 und EL.204 bei einem Luftangriff auf die Warschauer Eisenbahn-Infrastruktur vollständig zerstört. Die letzte Lokomotive EL.203 wurde in der Generaldirektion der Ostbahn als E203 weiterverwendet. Nach Wiederherstellung des Warschauer Eisenbahntunnels wurde das Fahrzeug noch bis 1944 für den Verkehr im Tunnel eingesetzt.
1944 bei Kampfhandlungen abermals beschädigt, wurde die Lokomotive abgestellt. Sie erhielt die Nachkriegsbezeichnung PKP EL.203. Die Reste des Fahrzeuges standen bis 1958 in Warszawa Grochów, dann wurden sie verschrottet.

## Konstruktion
Der Wagenkasten in Spantenbauart war außen mit Blechen beplankt. Die Zug- und Stoßeinrichtung war mit dem Längsträger verschraubt und bildete mit dem Kasten eine Einheit. Zur Erhöhung der Zugkraft und der Stabilität waren zusätzlich Ballastgewichte von sechs Tonnen verbaut. Die Wagenkästen waren auf zwei zweiachsigen Drehgestellen mit Einzelachsantrieb aufgestützt. Die Führung der Drehgestelle und die Zugkraftübertragung wurde mit Drehzapfen durchgeführt. Die Federung der Radlager wurde mit Spiralfeder, die Sekundärfederung der Drehgestelle mit Blattfeder durchgeführt. Die Fahrmotoren waren in Tatzlager-Bauweise im Drehgestell gelagert und übertrugen das Drehmoment mit einer einseitigen Schrägverzahnung mit einem Übersetzungsverhältnis von 21:74 auf die Treibradsätze.
Die elektrische Ausrüstung wurde von English Electric entworfen. Die vier Fahrmotoren besaßen zusammen eine Stundenleistung von 588 kW. Zur Erzeugung der Druckluft für die Westinghouse-Bremse war die Lok mit einem Gleichspannungswandler 3000 V/110 V zum Antrieb der beiden Kolbenkompressoren ausgerüstet, damit wurde außer der Bremse auch die elektropneumatische Steuerung versorgt. Die Lokomotive EL.204 besaß einen elektrisch beheizbaren Dampfkessel zur Zugheizung.